# Kirkenær
Kirkenær is een plaats in de Noorse gemeente Grue, provincie Innlandet. Kirkenær telt 1230 inwoners (2007) en heeft een oppervlakte van 2,27 km². Het dorp heeft een station aan Sorøsbanen dat echter gesloten is voor personenverkeer.
Bergesiden · Grinder · Kirkenær · Namnå